# Лукашевич, Андрей Михайлович
Андрей Михайлович Лукашевич (бел. Андрэй Міхайлавіч Лукашэвіч; 5 июля 1970, Орша, Витебская область, БССР) — белорусский историк, картограф и сценарист, доктор исторических наук (2015), профессор (2017). 

## Биография
Закончил исторический факультет БГУ (1993). Кандидат исторических наук (1999). С 1999 года преподаватель, с 2002 года доцент, с 2015 года профессор кафедры истории Беларуси нового и новейшего времени исторического факультета БГУ.

## Специализация
Специализируется в области военно-политической истории России, Беларуси и Польши XVIII – начала XXI в.: истории наполеоновских войн, пограничной службы, разведки, контрразведки и политического сыска, военно-учебных заведений, института губернаторства и генерал-губернаторства и др.

## Сценарии документальных фильмов
Автор сценариев документальных фильмов проекта ОНТ «Обратный отсчет»: 
Беларусь, 1812: ошибка Наполеона (2012); 
Маневры 1936-го: обвиняются генералы… (2014);
Георгий Жуков: капкан для комкора (2015); 
Логишский бунт, или коррупция по-губернаторски (2015); 
За что боролись? Свет и тени советского НЭПа (2016).

## Наиболее значимые труды
Автор монографий: «Политическая ситуация в белорусско-польском пограничье и ее оценка российским руководством по данным разведки и контрразведки (1801–1812 гг.)» (Минск, 2009); «Белорусские земли как вероятный театр военных действий: изучение, инженерная и топографическая подготовка (70-е гг. XVIII в. – 1812 г.)» (Минск, 2010); «Западный пограничный регион в военно-стратегических планах Российской империи (конец XVIII в.–1812 г.)» (Минск, 2012, кн. 1–2); «Памятники и памятные места 1812 года в Беларуси» (Минск, 2012); «Градоправители» Минска: история власти (февраль 1917 – декабрь 2013 г.» (Минск, 2014).
Один из авторов монографий и сборников документов: «Военная школа в Беларуси, XVIII – первая четверть XIX в.» (Минск, 2004); «Мятежный корпус: из истории Александровского Брестского кадетского корпуса (1842–1863 гг.)» (Минск, 2007); «Минские губернаторы: история власти» (Минск, 2009); «Демаркация западной границы Российской империи (1796)» (Минск, 2005), «Беларусь и война 1812 года» (Минск, 2011, 2013).
Автор УМК «Беларусь накануне и во время войны 1812 г.» (Минск, 2004, на бел. языке) и более 40 учебно-методических пособий по истории Беларуси. Под его редакцией изданы «Воспоминания В.А. Сухомлинова» (Минск, 2005).

## Монографии
- Беларусь и война 1812 года: Документы / сост. А. М. Лукашевич, Д. Л. Яцкевич; редкол.: В. И. Адамушко (гл. ред.) [и др.]. — Минск: Беларусь, 2011. — 559 с., [16] с.: ил.
- Бригадин, П. И. Военная школа в Беларуси, XVIII — первая четверть XIX в. / П. И. Бригадин, А. М. Лукашевич. — Минск : Изд. центр БГУ, 2004. — 120 с.: ил., карт. — (Scriptor universitatis).
- Бригадин, П. И. Минские губернаторы: история власти / П. И. Бригадин, А. М. Лукашевич. — Минск: ГИУСТ БГУ, 2009. — 351 с.
- Бригадин, П. И. Мятежный корпус: из истории Александровского Брестского кадетского корпуса (1842—1863) / П. И. Бригадин, А. М. Лукашевич. — Минск: ГИУСТ БГУ, 2007. — 183 с.
- Демаркация западной границы Российской империи (1796). Документы и материалы / авт.-сост.: А. М. Лукашевич, Н. А. Заикин; под общ. ред. А. А. Павловского. — Минск : Харвест, 2005. — 176 с.
- История пограничной службы Беларуси: учеб. пособие / В. В. Давыдик; под общ. ред. В. Г. Моисеенко. — Минск: ИВЦ Минфина, 2011. — 438 с.
- Лукашевич, А. М. Белорусские земли как вероятный театр военных действий: изучение, инженерная и топографическая подготовка (70-е гг. XVIII в. — 1812 г.) / А. М. Лукашевич. — Минск: БГУ, 2010. — 319, 16 л. вкл. карт.
- Лукашевич, А. М. Политическая ситуация в белорусско-польском пограничье и ее оценка российским руководством по данным разведки и контрразведки (1801—1812 гг.) / А. М. Лукашевич. — Минск.: ИНБ Республики Беларусь, 2009. — 280 с.
- Лукашэвіч, А. М. Беларусь напярэдадні і ў час вайны 1812 г.: Вучэбна-метадычны комплекс / А. М. Лукашэвіч. — Мінск : БДУ, 2004. — 291 с.
- Становление и развитие белорусской государственности / А. Г. Кохановский [и др.]. — Минск: БГУ, 2011. — 44 с. (раздзел «В составе Российской империи»).

## Статьи
- Заикин, Н. А. Захар Карнеев: административная деятельность в Минске (по документам НИАБ) / Н. А. Заикин, А. М. Лукашевич // Беларус. археаграфічны штогоднік. — Вып. 7. — Мінск, 2006. — С. 131—137.
- Лукашевич, А. «Голубые кольца» Беларуси / А. Лукашевич // Беларуская думка. — 2005. — № 4. — С. 184—191.
- Лукашевич, А. «Я лучше согласен есть сухарь с водою, нежели марать свою совесть…» (Белорусские кордоны) / А. Лукашевич // Беларуская думка. — 2003. — № 5. — С. 128—137.
- Лукашевич, А. Беларусь в документах военно-стратегического планирования Российской империи (1810—1812 гг.) / А. Лукашевич // Французска-руская вайна 1812 года: еўрапейскія дыскурсы і беларускі погляд: матэрыялы Міжнар. навук. канф., 29—30 лістап. 2002 г., Мінск / Адк. рэд. К. І. Козак, В. В. Швед. — Мінск : Выд. цэнтр БДУ, 2003. — С. 17—36.
- Лукашевич, А. Источники по истории военно-учебных заведений на территории Беларуси / А. Лукашевич // Крыніцазнаўства і спецыяльныя гістарычныя дысцыпліны. Вып. 1 / адк. рэд. С. М. Ходзін. — Мінск : БДУ, 2002. — С. 207—215.
- Лукашевич, А. М. «Польские» проекты императора Александра I (1810—1812) и их место в подготовке войны с Францией / А. М. Лукашевич // Вестник военно-исторических исследований: Междунар. сборник научн. трудов / под ред. С. В. Белоусова. — Пенза: ГУМНИЦ, 2011. — Вып. 3. — С. 43—54.
- Лукашевич, А. М. «Пулавский план» Адама Чарторыйского и его влияние на оперативную подготовку России и ход войны 1805 г. с Францией / А. М. Лукашевич // Российские и славянские исследования: науч. сб. Вып. 5 / Редкол.: А. П. Сальков, О. А. Яновский (отв. редакторы) [и др.]. — Минск: БГУ, 2010. С. 194—202.
- Лукашевич, А. М. Виленское военное шляхетное училище: организация деятельности и обучение кадетов (1797—1806 гг.) / А. М. Лукашевич // Весн. Гродз. дзярж. ун-та імя Я. Купалы. Сер. 1. Гіст., Філас., Паліт., Сацыял., Педаг., Псіхал., Правазн., Філал. — 2006. — № 1 (36). — С. 5—9.
- Лукашевич, А. М. Водные пути Беларуси в военно-стратегических планах России: Себежская коммуникация (1811—1812 гг.) / А. М. Лукашевич // Весн. Віцеб. дзярж. ун-та. — 2004. — № 1 (31). — С. 18—23.
- Лукашевич, А. М. Забытое имя: генерал А. М. Римский-Корсаков и его роль в организации провиантского обеспечения российских армий в апреле — июле 1812 года / А. М. Лукашевич // Эпоха наполеоновских войн: люди, события, идеи: материалы XI Междунар. науч. конф. Москва, 24 апреля 2008 года. — М. : Кучково поле, 2008. — С. 59—71.
- Лукашевич, А. М. Законодательные и делопроизводственные документы о рекрутских наборах в белорусских губерниях Российской империи (конец XVIII в. — 1812 г.) / А. М. Лукашевич // Беларус. археаграфічны штогоднік. — Вып. 6. — Мінск, 2005. — С. 161—166.
- Лукашевич, А. М. Изучение территории Беларуси офицерами Генерального штаба накануне войны 1812 года / А. М. Лукашевич // Сб. науч. ст. Военной академии Респ. Беларусь. — 2005. — № 8. — С. 91—94.
- Лукашевич, А. М. Источники Национального исторического архива Беларуси о размерах материального ущерба, нанесенного войной 1812 г. населению белорусских земель/ А. М. Лукашевич // Беларус. археаграфічны штогоднік. — Вып. 11. — Мінск, 2010. — С. 145—156.
- Лукашевич, А. М. Источники о «Польском вопросе» во внешнеполитической доктрине Российской империи (март 1801 г. — июнь 1812 г.) / А. М. Лукашевич // Беларус. археаграфічны штогоднік. — Вып. 12. — Мінск, 2011. — С. 133—144.
- Лукашевич, А. М. Источники российских служб политического сыска и контрразведки об общественно-политической ситуации в Беларуси накануне войны 1812 г. // Беларус. археаграфічны штогоднік. — Вып. 10. — Мінск, 2009. — С. 118—127.
- Лукашевич, А. М. Картографические депо России и их роль в подготовке к войне 1812 г. / А. М. Лукашевич // Весн. БДУ. Серыя 3. Гіст., Філас., Псіхал., Паліт., Сацыял., Эканом., Права. — 2007. — № 2. — С. 13—17.
- Лукашевич, А. М. Мелкопоместная шляхта Беларуси в стратегических планах военного ведомства России в начале XIX в. / А. М. Лукашевич // Актуальныя праблемы сацыяльнай гісторыі Беларусі (канец XVIII — пачатак XX ст.): да 90-годдзя Лютаўскай рэвалюцыі 1917 г.: матэрыялы Рэсп. навук.-тэарэт. канф., г. Мінск, 23 лют. 2007 г. / Бел. дзярж. пед. ун-т імя М. Танка; рэдкал. А. І. Андарала [і інш.]; навук. рэд. А. П. Жытко. — Мінск : БДПУ, 2007. — С. 8—12.
- Лукашевич, А. М. Минские губернаторы: обобщающий портрет (1793 — февраль 1917) / А. М. Лукашевич // Мінск і мінчане: дзесяць стагоддзяў гісторыі (да 510-годдзя атрымання Менскам магдэбургскага права): матэрыялы Міжнар. навук.-практ. канф., Мінск, 4—5 верасня 2009 г. / рэдкал.: А. А. Каваленя [і інш.]. — Мінск: Беларус. навука, 2010. — С. 126—129.
- Лукашевич, А. М. Обеспечение российской армии продовольствием и фуражом во время войны с Францией 1806—1807 гг. / А. М. Лукашевич // Весн. Брэсц. ун-та. Сер. гуманітарных і грамадскіх навук. — 2005. — № 2 (23). — С. 38—43.
- Лукашевич, А. М. Оперативные марш-маневры 2-й Западной армии в феврале — июне 1812 года: подготовка и осуществление / А. М. Лукашевич // 1812 год. Люди и события великой эпохи. Материалы Междунар. научн. конф., Москва, 23 апреля 2009 г. — М.: Кучково поле, 2009. — С. 53—69.
- Лукашевич, А. М. Определение размера материального ущерба, нанесенного войной 1812 года населению, и проблема его компенсации (на примере белорусско-литовских губерний) / А. М. Лукашевич // 1812 год. Люди и события великой эпохи. Материалы Междунар. научн. конф., Москва, 23 апреля 2010 г. — М.: Кучково поле, 2010. — С. 25—41.
- Лукашевич, А. М. Организация «высшей полиции» и ее деятельность по обеспечению внутренней безопасности Российской империи в первое десятилетие XIX века / А. М. Лукашевич // Тр. Ин-та нац. безопасности Респ. Беларусь. — Минск : ИНБ РБ, 2002. — № 15. — С. 138—145.
- Лукашевич, А. М. Организация гражданского и военного управления в белорусских губерниях Российской империи (1796—1806) / А. М. Лукашевич // Беларус. археаграфічны штогоднік. — Вып. 7. — Мінск: БелНДіДАС, 2006. — С. 121—130.
- Лукашевич, А. М. Особенности организации управления пограничными территориями Российской империи в начале XIX в. (на примере Белостокской области) / А. М. Лукашевич // Сб. науч. тр. Центра пограничных исследований Объединенного науч. центра Пограничного комитета Союзного государства. — Минск : Харвест, 2003. — С. 63—95.
- Лукашевич, А. М. Политическая ситуация в белорусских губерниях накануне войны 1812 г. в оценке российских служб политического сыска и контрразведки / А. М. Лукашевич // Российские и славянские исследования: науч. сб. Вып. 4 / Редкол.: А. П. Сальков, О. А. Яновский (отв. редакторы) [и др.]. — Минск: БГУ, 2009. С. 403—414.
- Лукашевич, А. М. Политическая ситуация в западных (белорусских) губерниях накануне и в начале войны 1812 года в оценке российских служб контрразведки / А. М. Лукашевич // Отечественная война 1812 года: Источники. Памятники. Проблемы. Материалы XV Междунар. научн. конф., 9—11 сентября 2008 г. / сост. А. В. Горбунов. — Можайск, 2009. — С. 54—70.
- Лукашевич, А. М. Проблемы мобилизации промышленности западных (белорусско-литовских) губерний для нужд российской армии накануне войны 1812 года / А. М. Лукашевич // Бородино в истории и культуре. Материалы Междунар. научн. конф., 7—10 сентября 2009 г. / сост. А. В. Горбунов. — Можайск, 2010. — С. 200—216.
- Лукашевич, А. М. Проекты восстановления Речи Посполитой и Великого княжества Литовского и их место в военно-стратегическом планировании Российской империи (1810—1812 гг.) / А. М. Лукашевич // Внешняя политика Беларуси в исторической ретроспективе: материалы междунар. науч. конф. 24—25 мая 2002 г. — Минск : «Адукацыя і выхаванне», 2002. — С. 46—59.
- Лукашевич, А. М. Пути сообщения Беларуси в военно-стратегических планах Российской империи (конец XVIII в. — 1812 г.): анализ источников / А. М. Лукашевич // Беларус. археаграфічны штогоднік. — Вып. 9 / Рэдкал. Э. М. Савіцкі (гал. рэд.) і інш. —Мінск: БелНДіДАС, 2008. — С. 188—194.
- Лукашевич, А. М. Российские планы крепостного прикрытия западных границ империи (1772—1812 гг.) / А. М. Лукашевич // Сб. науч. тр. Центра пограничных исследований Объединенного науч. центра Пограничного комитета Союзного государства. — Минск : Харвест, 2003. — С. 6—35.
- Лукашевич, А. М. Создание электронной библиотеки и виртуального музея И. Х. Колодеева: основные подходы и проблемы / А. М. Лукашевич // Матэрыялы Чацвертых Міжнародных Кнігазнаўчых чытанняў «Новыя тэхналогіі ў захаванні дакументальных помнікаў» (Мінск, 20—21 лістапада 2008 г.) / Нацыянальная бібліятэка Беларусі, складальнік А. А. Капырына. — Мінск, 2008. — С. 150—161.
- Лукашевич, А. М. Создание электронной библиотеки собрания И. Х. Колодеева: к постановке проблемы / А. М. Лукашевич // Книга — источник культуры: проблемы и методы исследования. Материалы Междунар. научн. конф. (Минск, 25—27 ноября 2008 г.). — М.: Наука, 2008. — С. 185—188.
- Лукашевич, А. М. Топографическое изучение территории Белоруссии как вероятного театра военных действий (конец XVIII в. — 1812 г.) / А. М. Лукашевич / Эпоха 1812 года. Исследования. Источники. Историография. Т. IX. Сборник материалов. К 200-летию Отечественной войны 1812 г. // Труды ГИМ. — М., 2010. — Вып. 183. — С. 32—99.
- Лукашевич, А. М. Увековечение событий войны 1812 года в Витебской губернии: планы, подготовка и реализация (30-е годы XIX в. — 1914 г.) / А. М. Лукашевич // Отечественная война 1812 года: Источники. Памятники. Проблемы. Материалы XVI Междунар. научн. конф., 6—7 сентября 2010 г. / сост. А. В. Горбунов. — Можайск, 2011. — С. 104—124.
- Лукашевич, А. М. Фортификационная подготовка Белорусского театра военных действий: планы и реализация (1810—1812) / А. М. Лукашевич / Эпоха 1812 года. Исследования. Источники. Историография. Т. VIII. Сборник материалов. К 200-летию Отечественной войны 1812 г. // Труды ГИМ. — М., 2009. — Вып. 181. — С. 39—95.
- Лукашевич, А. Укрепленный лагерь в стратегических планах Карла Фуля: от абстрактной идеи до реализации в Дриссе (1811—1812) / А. Лукашевич // Гісторыя: праблемы выкладання. — 2004. — № 1. — С. 43—48.
- Лукашевич, А. М. «Польские» проекты в военно-стратегических планах Российской империи (1810 — июнь 1812 г.) / А. М. Лукашевич // Российские и славянские исследования: науч. сб. Вып. 6 / редкол.: А. П. Сальков, О. А. Яновский (отв. редакторы) [и др.]. — Минск БГУ, 2011. — С. 179—187.
- Лукашэвіч, А. 1812 г. і Беларусь / А. Лукашэвіч // Беларуская думка. — 2007. — № 8. — С. 119—124.
- Лукашэвіч, А. Арганізацыя і дзейнасць расійскай службы контрразведкі ў Беластоцкай вобласці напярэдадні вайны 1812 г. / А. Лукашэвіч // Bialaruskie Zeszyty Historyczne. — Białystok, 2003. — T. 20. — S. 49—68.
- Лукашэвіч, А. Асаблівасці вядзення справаводства па сакрэтных справах пачатку XIX ст. (па матэрыялах Нацыянальнага гістарычнага архіва Беларусі) / А. Лукашэвіч // Беларуска-польскія архіваліі: стан і перспектывы. Матэрыялы Другой беларуска-польскай канферэнцыі архівістаў 10—11 кастрычніка 2001 года, Мінск / рэд. К. І. Козак. — Мінск : НА РБ, 2003. — С. 64—66.
- Лукашэвіч, А. Беларускія губернатары: адкуль яны? / А. Лукашэвіч // Беларуская думка. — 2002. — № 8. — С. 176—184.
- Лукашэвіч, А. Ваеннае становішча ў Беларусі ў 1812 г. / А. Лукашэвіч // Гістарычны альманах. — Гародня, 2004. — Т. 10. — С. 181—193.
- Лукашэвіч, А. Вывучэнне Беларусі як верагоднага тэатра ваенных дзеянняў (1810—1812) / А. Лукашэвіч // Гісторыя: праблемы выкладання. — 2006. — № 1. — С. 15—22.
- Лукашэвіч, А. З гісторыі адной карты / А. Лукашэвіч // Архівы і справаводства. — 2002. — № 3. — С. 117—120.
- Лукашэвіч, А. Камплектаванне расейскага войска беларускімі рэкрутамі ў канцы 18 ст. / А. Лукашэвіч // Гістарычны альманах. — Гародня, 2003. — Т. 8. — С. 65—75.
- Лукашэвіч, А. Крэпасці ў расійскай канцэпцыі аховы заходніх граніц імперыі (70-я гг. XVIII ст. — 1802 г.) / А. Лукашэвіч // Zeszyt naukowy. — 15. — Białystok : Muzeum Wojska, 2002. — S. 5—16.
- Лукашэвіч, А. М. Чыншавая шляхта Беларусі ў ваенных планах Расійскай імперыі (канец XVIII ст. — 1812 г.) / А. М. Лукашэвіч // Працы гістарычнага факультэта БДУ: навук. зб. Вып. 2 / рэдкал.: У. К. Коршук (адк. рэд.) [і інш.]. — Мінск : БДУ, 2007. — С. 45—51.
- Лукашэвіч, А. Планаванне і падрыхтоўка расійска-прускай наступальнай аперацыі супраць Княства Варшаўскага восенню 1811 г. / А. Лукашэвіч // Biuletyn Historii Pogranicza. — Białystok, 2003. — № 4. — S. 5—20.
- Лукашэвіч, А. Тадэвуш Касцюшка ў палітычных планах Францыі і Расіі пачатку XIX ст. / А. Лукашэвіч // Беларусь і Тадэвуш Касцюшка: спадчына, час, здабыткі: матэрыялы Міжнар. семінара, 28—29 ліст. 2000. — Мінск, 2002. — С. 70—75.
- Паўлоўскі, А. «Лятучы» казачы корпус атамана М. І. Платава на ахове Заходняй мяжы Расійскай імперыі (красавік — чэрвень 1812 г.) / А. Паўлоўскі, А. Лукашэвіч // Беларус. гіст. часоп. — 2005. — № 1. — С. 13—20.
- Паўлоўскі, А. Разведка і контрразведка на беларуска-польскім памежжы напярэдадні вайны 1812 года / А. Паўлоўскі, А. Лукашэвіч // Беларус. гіст. часоп. — 2006. — № 1. — С. 3—8.